# Ханде Ерчел
Ханде Ерчел (тур. Hande Erçel; Бандирма, 24. новембар 1993) је турска глумица и модел.

## Биографија
Рођена је 24. новембра 1993. године у Бандирми, од оца Каје и мајке Ајлин. Има старију сестру Гамзе која је такође глумица. Студирала је на Факултету лепих уметности Мимар Синан, на одсеку за традиционалну турску уметност. Иако је своју каријеру почела градити као модел, школовала се за глуму у глумачкој радионици 3MOTA у периоду између 2011-2013, а истовремено је радила као асистентица у представама у позоришту Кеди. Ханде је учествовала на такмичењу за Мис цивилизације света одржаног 2012. године у Бакуу, Азербејџан, где је освојила друго место, а занимљивост је да је прво место освојила представница Црне Горе, док је треће место припало представници Србије.

## Каријера
Свој глумачки деби, гостујућу улогу имала је 2013. године у серији Tatar Ramazan, а прву већу улогу у серији Güneşin Kızları (срп. Гунешине ћерке) из 2015. Овом улогом је стекла наклоност публике а самим тим, позив за нове пројекте. Исте године, осваја Пантеновог Златног лептира у категорији Звезде у успону. Од 2016-2017 глумила је са Бураком Денизом у успешној романтичној комедији Aşk Laftan Anlamaz (срп. Љубав не разуме речи), за коју је награђена још једним Златни лептиром у категорији за најбољу глумицу у романтичној комедији. Након тога се опредељује за мало другачије пројекте, попут акционе драме Halka (срп. Прстен), која је остварила солидан успех, и насловне улоге у серији Азизе, која се завршила након 6 приказаних епизода. 
Године 2020, тумачи улогу Еде Јилдиз у романтичној комедији Покуцај на моја врата, која је стекла сјајан успех међу домаћом и иностраном публиком. Са колегом из серије, Керемом Бурсином, нашла се на насловници специјалног издања Hello! магазина за јануар 2021. Заједно су наступили као специјални гости и у новогодишњем издању музичког такмичења "O Ses Türkiye", турске верзије The Voice-а.
Поред глуме, Ханде поседује диплому из ликовне уметности и жели и даље да се бави уметношћу. Године 2017, постала је амбасадор модног бренда DeFacto са глумцем Арасом Булутом Инемлијем. Ерчел ужива популарност и интернационалне публике, која је у великом броју прати на друштвеним мрежама, па тако на свом Инстаграм налогу броји више од 30 милиона пратилаца.

## Филмографија
| Година:    | Српски назив:                | Оригинални назив: | Улога:            | Жанр:  |
| ---------- | ---------------------------- | ----------------- | ----------------- | ------ |
| 2020.      | /                            |                   | Кимја-хатун       | филм   |
| 2020-2021. | Покуцај на моја врата        |                   | Еда Јилдиз- Болат | серија |
| 2019.      | Azize                        |                   | Азизе             | серија |
| 2019.      | Prsten                       |                   | Мужде Акај        | серија |
| 2017-2018. | Црни бисер                   |                   | Хазал             | серија |
| 2016-2017. | Ljubav ne razume reci        |                   | Хајат Узун        | серија |
| 2015-2016. | Gunesine Kceri / Kceri sunca |                   | Селин Јилмаз      | серија |
| 2014.      | /                            |                   | Селен Караханли   | серија |
| 2014.      | /                            |                   | Мерјем            | серија |
| 2013.      | Дневник љубави               |                   | Захиде            | серија |
| 2013.      | /                            |                   | себе              | серија |